# Ledsjö socken
Ledsjö socken i Västergötland ingick i Kinne härad och området ingår sedan 1971 i Götene kommun och motsvarar från 2016 Ledsjö distrikt.
Socknens areal är 28,09 kvadratkilometer varav 27,98 land. År 2000 fanns här 953 invånare. En del av tätorten Lundsbrunn samt sockenkyrkan Ledsjö kyrka ligger i socknen.

## Administrativ historik
Socknen har medeltida ursprung. 
Vid kommunreformen 1862 övergick socknens ansvar för de kyrkliga frågorna till Ledsjö församling och för de borgerliga frågorna bildades Ledsjö landskommun. Landskommunen uppgick 1952 i Husaby landskommun som 1967 uppgick i Götene köping som 1971 ombildades till Götene kommun. Församlingen uppgick 2017 i Husaby församling.
1 januari 2016 inrättades distriktet Ledsjö, med samma omfattning som församlingen hade 1999/2000. 
Socknen har tillhört län, fögderier, tingslag och domsagor enligt vad som beskrivs i artikeln Kinne härad. De indelta soldaterna tillhörde Skaraborgs regemente, Höjentorps kompani och Västgöta regemente, Vadsbo kompani.

## Geografi
Ledsjö socken ligger norr om Skara. Socknen är en odlingsbygd med inslag av skog i väster och en skogsbygd i öster.

## Fornlämningar
Från järnåldern finns två gravfält, stensättningar och domarringar.

## Namnet
Namnet skrevs 1383 Lidsio och kommer från kyrkbyn och äldst från en intilliggande sjö. Efterleden är sjö. Förleden innehåller lidh, 'sluttning; sida'.